# Анализ эффективности затрат
Анализ эффективности затрат (англ. cost-effectiveness analysis) — один из методов ресурсной экономики, применяемый с целью минимизации издержек достижения определённого экологического стандарта или цели, поставленной исходя из научных или политических соображений. Например, в области снижения кислотных осадков целью может быть снижение объёмов выпадения серы в определённом регионе при минимальных затратах с учётом расходов на очистные сооружения, которые различны для предприятий разных отраслей, и того, что затраты возрастают при усилении требований.